# Clavopelma tamaulipeca
Genre
Espèce
Synonymes
- Eurypelma tamaulipeca Chamberlin, 1937

Clavopelma tamaulipeca, unique représentant du genre Clavopelma, est une espèce d'araignées mygalomorphes de la famille des Theraphosidae.

## Distribution
Cette espèce est endémique du Tamaulipas au Mexique. Elle se rencontre dans les monts San Carlos.

## Étymologie
Son nom d'espèce lui a été donné en référence au lieu de sa découverte, le Tamaulipas.

## Publications originales
- Chamberlin, 1937 : Two new tarantulas of the genus Eurypelma from the San Carlos Mountains. The Geology and Biology of the San Carlos Mountains, Tamaulipas, Mexico. University of Michigan Studies : Scientific Series, vol. 12, Ann Arbor, p. 285-291.
- Chamberlin, 1940 : New American tarantulas of the family Aviculariidae. Bulletin of the University of Utah, vol. 30, no 13, p. 1-39 (texte intégral).